# Kanako Murata
Kanako Murata (Matsuyama, 10 de agosto de 1993) é uma lutadora japonesa de artes marciais mistas, atualmente competindo no peso palha do Ultimate Fighting Championship.

## Carreira no MMA

### Ultimate Fighting Championship
Murata é esperada para fazer sua estreia no UFC em 14 de novembro de 2020 no UFC Fight Night: Felder vs. dos Anjos contra Randa Markos.

## Cartel no MMA
| Cartel no MMA   |             |            |
| 14 lutas        | 12 vitórias | 2 derrotas |
| Por nocaute     | 2           | 1          |
| Por finalização | 4           | 1          |
| Por decisão     | 6           | 0          |

| Res.    | Cartel | Oponente                  | Método                                         | Evento                                  | Data       | Round | Tempo | Local                   | Notas                                         |
| ------- | ------ | ------------------------- | ---------------------------------------------- | --------------------------------------- | ---------- | ----- | ----- | ----------------------- | --------------------------------------------- |
| Derrota | 12-2   | Virna Jandiroba           | Nocaute técnico (interrupção médica)           | UFC on ESPN: The Korean Zombie vs. Ige  | 19/06/2021 | 2     | 5:00  | Las Vegas, Nevada       |                                               |
| Vitória | 12-1   | Randa Markos              | Decisão (unânime)                              | UFC Fight Night: Felder vs. dos Anjos   | 14/11/2020 | 3     | 5:00  | Las Vegas, Nevada       | Estreia no UFC.                               |
| Vitória | 11-1   | Emily Ducote              | Decisão (dividida)                             | Invicta FC 38: Murata vs. Ducote        | 01/11/2019 | 5     | 5:00  | Kansas City, Kansas     | Ganhou o Cinturão Peso Palha Vago do Invicta. |
| Vitória | 10-1   | Liana Pirosin             | Finalização (mata leão)                        | Invicta FC 35: Bennett vs. Rodriguez II | 07/06/2019 | 1     | 2:10  | Kansas City, Kansas     |                                               |
| Vitória | 9-1    | Saray Orozco              | Finalização Técnica (estrangulamento von flue) | Rizin 15                                | 21/04/2019 | 2     | 2:12  | Yokohama                |                                               |
| Vitória | 8-1    | Angela Magana             | Finalização (estrangulamento von flue)         | Rizin 12                                | 12/08/2018 | 2     | 3:53  | Nagoya                  |                                               |
| Vitória | 7-1    | Lanchana Green            | Finalização (estrangulamento anaconda)         | Rizin 10                                | 06/05/2018 | 1     | 4:52  | Fukuoka                 |                                               |
| Vitória | 6-1    | Yukari Nabe               | Decisão (unânime)                              | DEEP 79 Impact                          | 16/09/2017 | 3     | 5:00  | Tokyo                   |                                               |
| Vitória | 5-1    | Claire Fryer              | Decisão (unânime)                              | Pancrase 288                            | 02/07/2017 | 3     | 5:00  | Tokyo                   |                                               |
| Derrota | 4-1    | Rin Nakai                 | Finalização (mata leão)                        | Rizin World Grand Prix 2016: 2nd Round  | 29/12/2016 | 3     | 1:16  | Saitama                 |                                               |
| Vitória | 4-0    | Kyra Batara               | Decisão (unânime)                              | Rizin World Grand Prix 2016: 1st Round] | 26/09/2016 | 3     | 5:00  | Saitama                 |                                               |
| Vitória | 3-0    | Ilona Wijmans             | Nocaute 7écnico (socos)                        | Shoot Box Girls S-Cup 2016              | 07/07/2016 | 1     | 1:17  | Tokyo                   |                                               |
| Vitória | 2-0    | Maia Kahaunaele-Stevenson | Nocaute Técnico (socos)                        | KOTC: Firefight                         | 04/06/2016 | 3     | 3:43  | San Jacinto, California |                                               |
| Vitória | 1-0    | Natalya Denisova          | Decisão (unânime)                              | Rizin 1                                 | 17/04/2016 | 3     | 5:00  | Nagoya                  | Estreia no Peso Palha.                        |